# Кіт Амбасадор
Кіт Амбасадор (201?, Київ) — свійський кіт, на службі в Міністерстві закордонних справ України.

## Життєпис
З 27 грудня 2017 року на службі в Міністерстві закордонних справ України. Робоче місце Амбасадора одразу на вході — біля вертушки. Обладнане утепленою коробкою, табличкою з написом «четвер — неприймальний день» і столом із телефоном. Має власний Twitter-акаунт, хоча неофіційний.

## Цікаві факти
Журналісти ТСН під час інтерв'ю з Амбасадором, запропонували йому сумістити гастрономічні інтереси з дипломатичними. Йому надали для проби дві баночки котячого корму, європейського та азійського виробництва. Кіт однаково підозріло подивився як на Схід, так і на Захід. До азійського гостинця ледве торкається, до Європи ж узагалі розвертається спиною. На останок дипломатично ігнорує обидва напрямки, підкресливши свої українські вподобання.

## Відгуки про Амбасадора
- |                         | На конкурс на посаду прийшов, або за годину Христю Фріланд зустрічатиме |
| — Міністр Павло Клімкін |                                                                         |

- |                                                                                                                 | «Щойно призначено нового посла і він уже на посту. Знайомтеся — Амбассадор. Він буде представляти українськокотячі інтереси на міжнародній арені, захищати від русощурів та сприяти виходу українського молока на світові ринки. Бєз-воз-мєз-дно!» |
| — жартівливо повідомив директор політичного департаменту МЗС України Олексій Макеєв про нового «співробітника». | |
- |                                                                             | Поява в Міністерстві закордонних справ України кота, якому доручено захищати країну від «русощурів», — це тупий націоналізм. |
| — офіційний представник міністерства закордонних справ Росії Марія Захарова | |

## Колеги на міжнародній арені
- Кіт Палмерстон, співробітник міністерства закордонних справ Великої Британії[10]. Кіт живе в будинку МЗС у Лондоні і полює на мишей.[11]
- Кіт Лоуренс Абдон, співробітник британського посольства в Аммані, Йорданія
- Кішка Лейла Пейсі, співробітник Генерального консульства Великої Британії в Стамбулі, Туреччина
- Дві Кішки Номі і Ное, служать в будівлі французького МЗС, розташованому на набережній д'Орсе в Парижі[12]